# تل بطال شرقی
تل بطال شرقی (به عربی: تل بطال شرقی) یک روستا در سوریه است که در ناحیه اخترین واقع شده‌است. تل بطال شرقی ۶۵۶ نفر جمعیت دارد.